# Willem Bastiaan Tholen

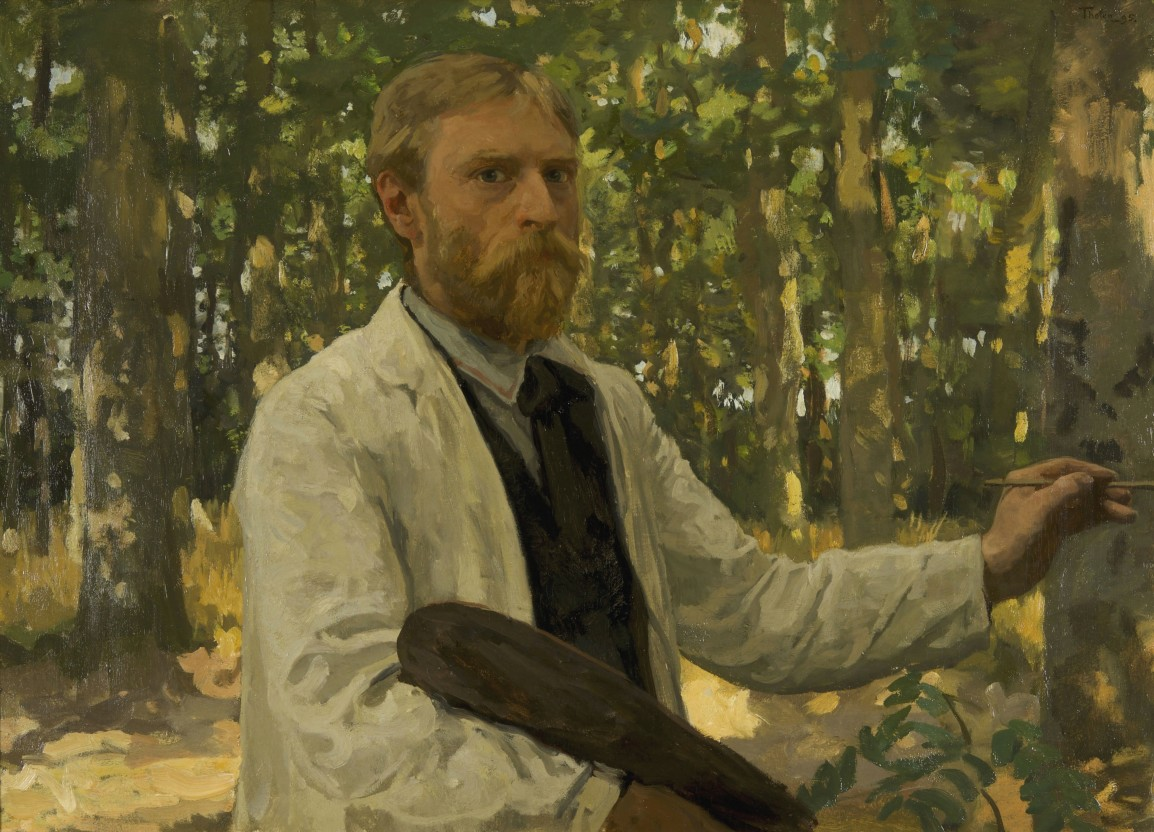
Selbstbildnis in einer Waldlandschaft

Willem Bastiaan Tholen (* 13. Februar 1860 in Amsterdam; † 5. Dezember 1931 in Den Haag) war ein niederländischer Porträt- und Marinemaler.
Tholen wurde als Sohn des Malers und späteren Kunsthändlers Pieter Hendrik Hermanus Tholen und Johanna Maria Arendsen geboren. Er wuchs von 1864 bis 1876 in Kampen in einem künstlerischen Umfeld auf. Tholen studierte von 1876 bis 1877 an der Rijksakademie van beeldende kunsten in Amsterdam bei August Allebé und von 1877 bis 1888 an der Polytechnische School te Delft (Polytechnischen Schule in Delft) bei Adolf le Comte. Er lernte 1879 Paul Joseph Constantin Gabriel kennen, beide verbrachten den Sommer 1880 in Kampen. 
Nach seiner Ausbildung zum Zeichenlehrer ließ sich Tholen zunächst 1879 in Gouda und dann 1880 in Kampen nieder. Anschließend lebte und arbeitete er an verschiedenen Orten in den Niederlanden. 1883 besuchte er auf Einladung von Gerret Pieter Rouffaer Rom, Neapel und Capri. Ab 1885 widmete er sich ausschließlich der Malerei. Er wurde 1903 von der Königin Wilhelmina mit einer Goldmedaille ausgezeichnet.
Tholen heiratete 1886 Jacoba Suzanna Muller, die 1918 starb. Er heiratete 1919 erneut Lita de Ranitz. Er lebte und arbeitete in Den Haag in der sogenannten Kanaalvilla. Er war Mitglied der Künstlervereinigung „Pulchri Studio“ und der Haager Schule.  Er starb im Alter von 71 Jahren in Den Haag und wurde auf dem Neuen Friedhof am Soerenseweg in Apeldoorn im Grab seines Vaters beigesetzt.